# Phrynosomatidae
Phrynosomatida  é uma família de répteis escamados pertencentes à subordem Sauria.

## Géneros
- Callisaurus
- Cophosaurus
- Holbrookia
- Petrosaurus
- Phrynosoma
- Sator
- Sceloporus
- Uma
- Urosaurus
- Uta